# Anemya clausa
Anemya clausa är en tvåvingeart som beskrevs av Robineau-desvoidy 1863. Anemya clausa ingår i släktet Anemya och familjen parasitflugor.
Artens utbredningsområde är Frankrike. Inga underarter finns listade i Catalogue of Life.